# Mount Iphigene
Mount Iphigene är ett berg i Antarktis. Det ligger i Västantarktis. Inget land gör anspråk på området. Toppen på Mount Iphigene är 225 meter över havet.
Terrängen runt Mount Iphigene är varierad, och sluttar norrut. Trakten är obefolkad. Det finns inga samhällen i närheten.